# Palác
Palác (francouzsky palais, italsky palazzo) znamená reprezentační obydlí panovníků a šlechty, později i nápadnou a architektonicky významnou budovu ve městě.

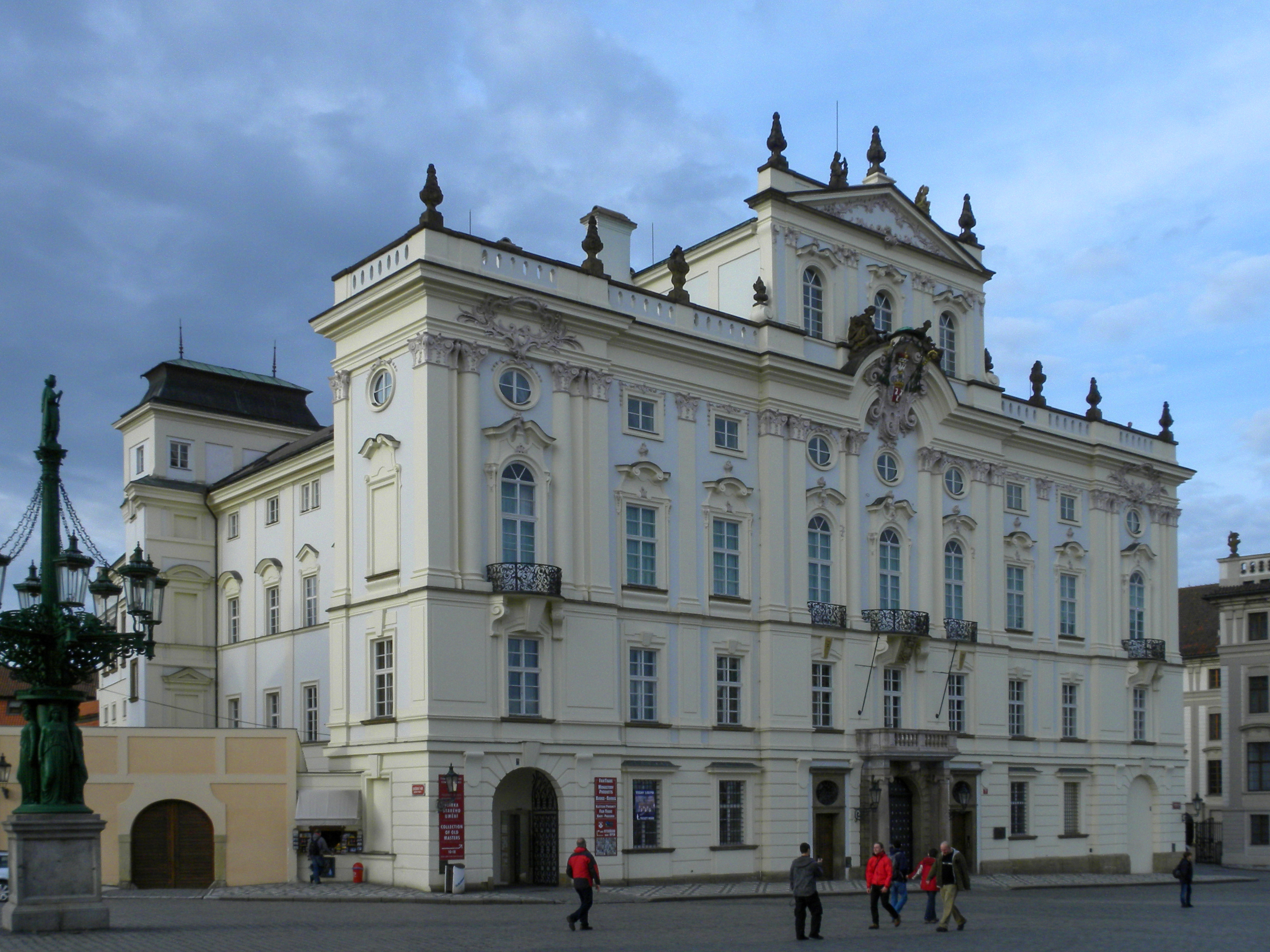
Arcibiskupský palác v Praze

## Původ a historie

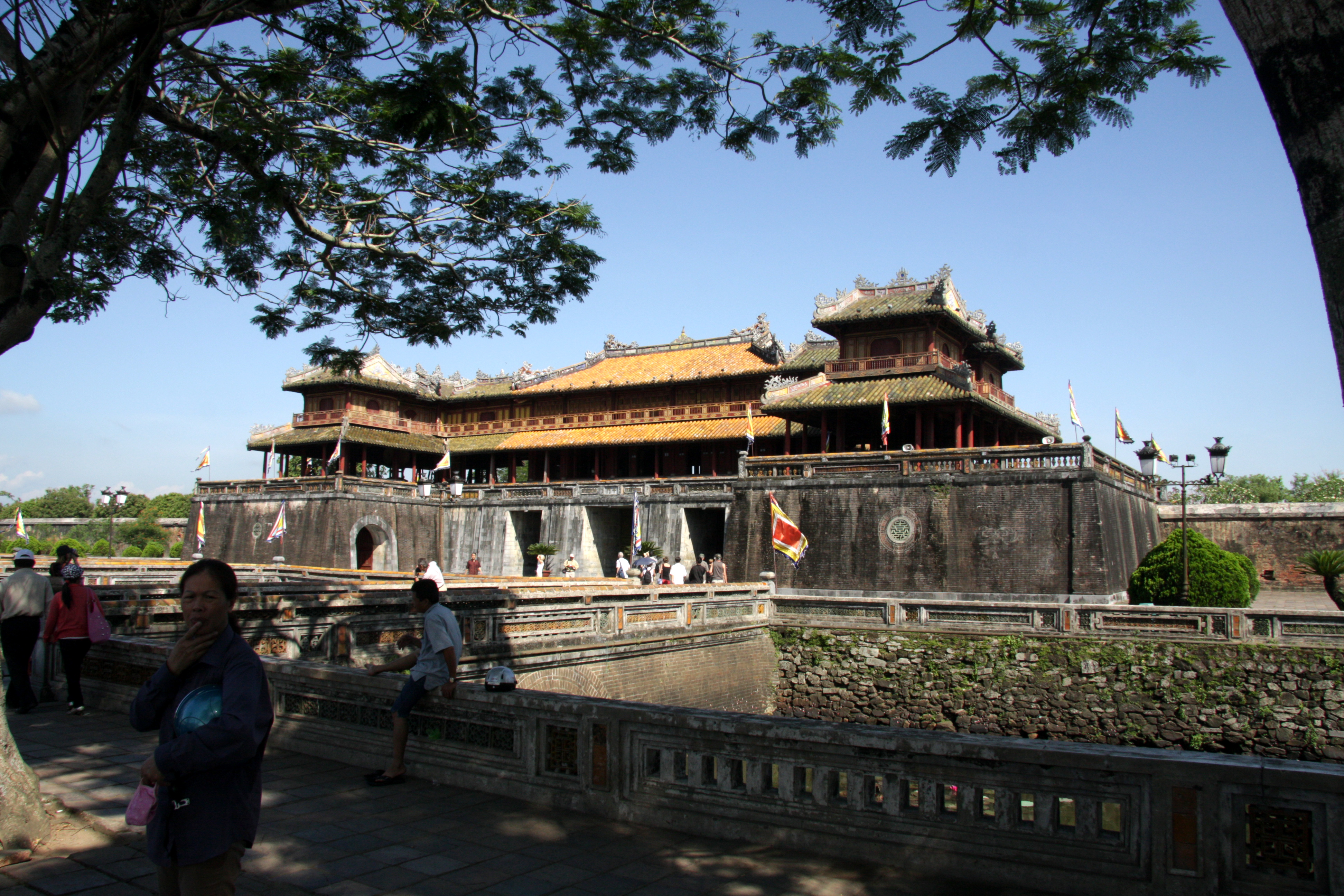
Císařský palác v Hue (Vietnam)

Výraz palác do většiny evropských jazyků přešel přes francouzštinu z názvu Palatinus, latinského označení jednoho z pahorků, na nichž stál starověký Řím. Na Palatinu sídlili bohatí patriciové a od 1. století př. n. l. někteří římští císařové. Palác se pak stal obecným označením pro velkolepé starověké panovnické sídlo (příkladem může být Diokleciánův palác v chorvatském Splitu). Později ve středověku představoval palác hlavní obytnou část opevněného hradu, obvykle podélnou patrovou budovu se slavnostním sálem.
Od 15.–16. století, když se panovníkům podařilo zajistit bezpečnost na celém území a s nástupem střelných zbraní ztratily smysl opevněné hrady, začala se i šlechta stěhovat do pohodlnějších zámků. Palácem se pak obvykle rozuměl jednak (městský, i když často ještě opevněný) palác panovníka (Louvre, Tower), jednak reprezentační městské obydlí, kde šlechta obvykle trávila zimní sezónu. Od 19. století, kdy význam šlechty upadl, se název začal používat pro velké a honosné budovy ve městě, a to jak veřejné (například „justiční palác“), tak také obchodní, výstavní a podobně (Palác Adria, Veletržní palác, Palác kultury ad.).

## Palácové hospodářství
Jako palác označujeme dnes i rozsáhlé stavební komplexy, kde sídlili panovníci starověkých říší (paláce v Ninive a v Babylónu, palác v Knóssu, císařský palác v Pekingu aj.). Palácové komplexy byly částí měst a obsahovaly také hlavní chrámy. Vydržování velkého panovnického dvora si vynutilo zvláštní způsob vybírání, shromažďování a evidence (naturálních) daní, jemuž se často říká palácové hospodářství. V této souvislosti se patrně také vyvinuly počátky účetnictví, administrativy a snad i písma.
V poměrně chudé střední Evropě raného a vrcholného středověku znamenalo palácové hospodářství císařského dvora nutnost pravidelného stěhování. Vzhledem k nesnázím s dopravou se naopak na císařských hradech shromažďovaly zásoby potravin a dvůr se pak stěhoval z jednoho hradu na druhý.[zdroj?]

## Galerie

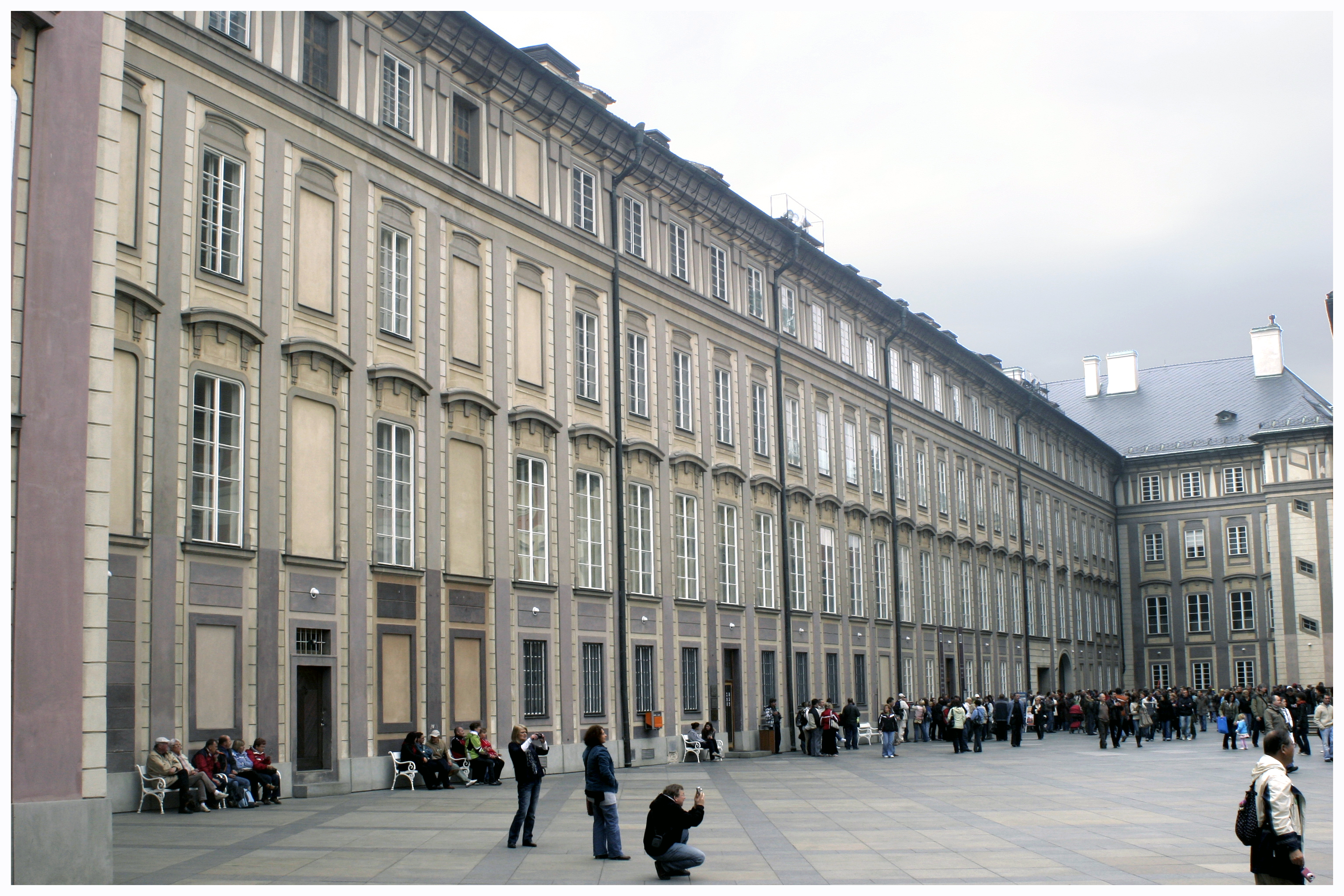
Pražský hrad, Nový královský palác
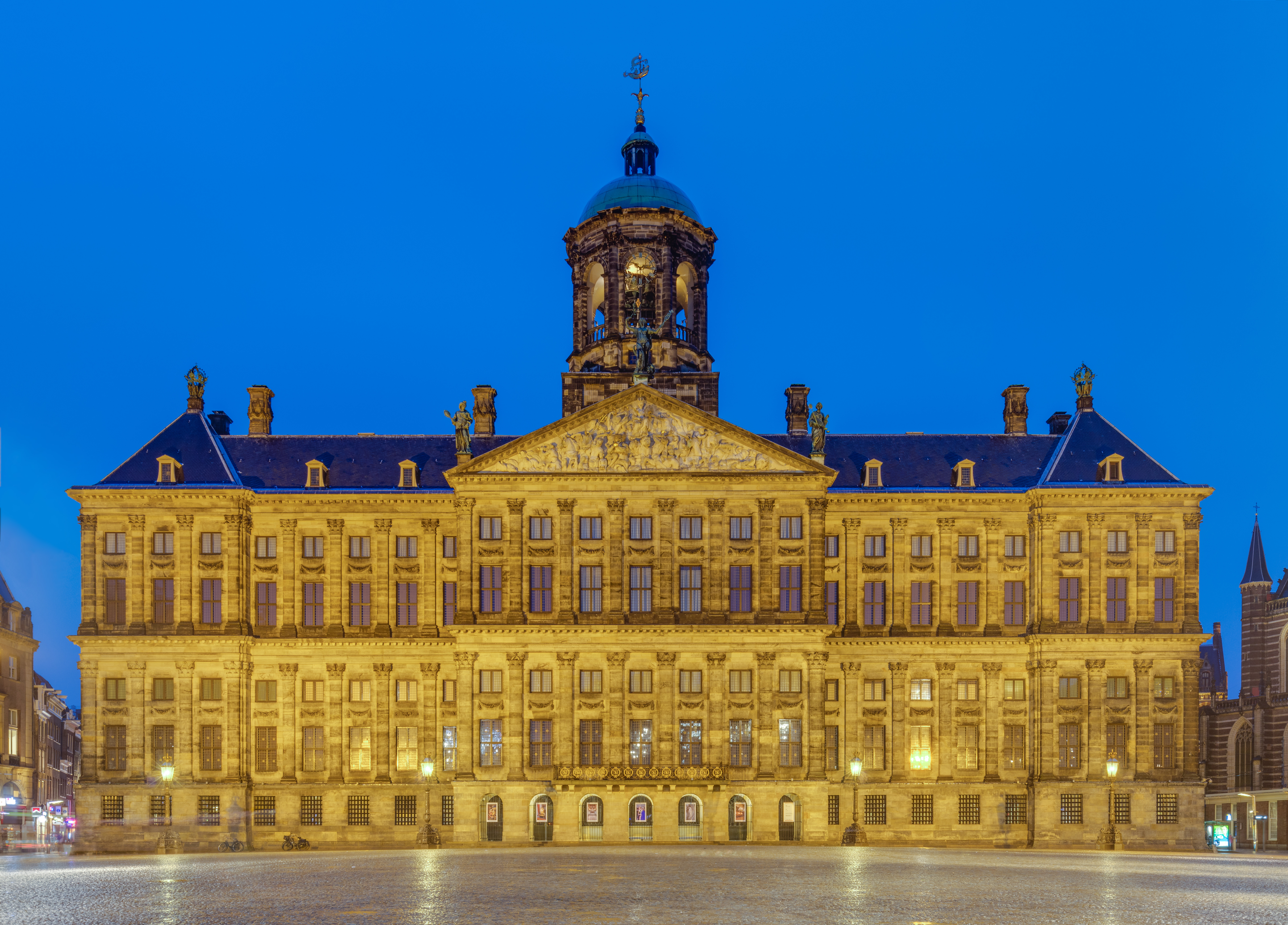
Královský palác v Amsterdamu
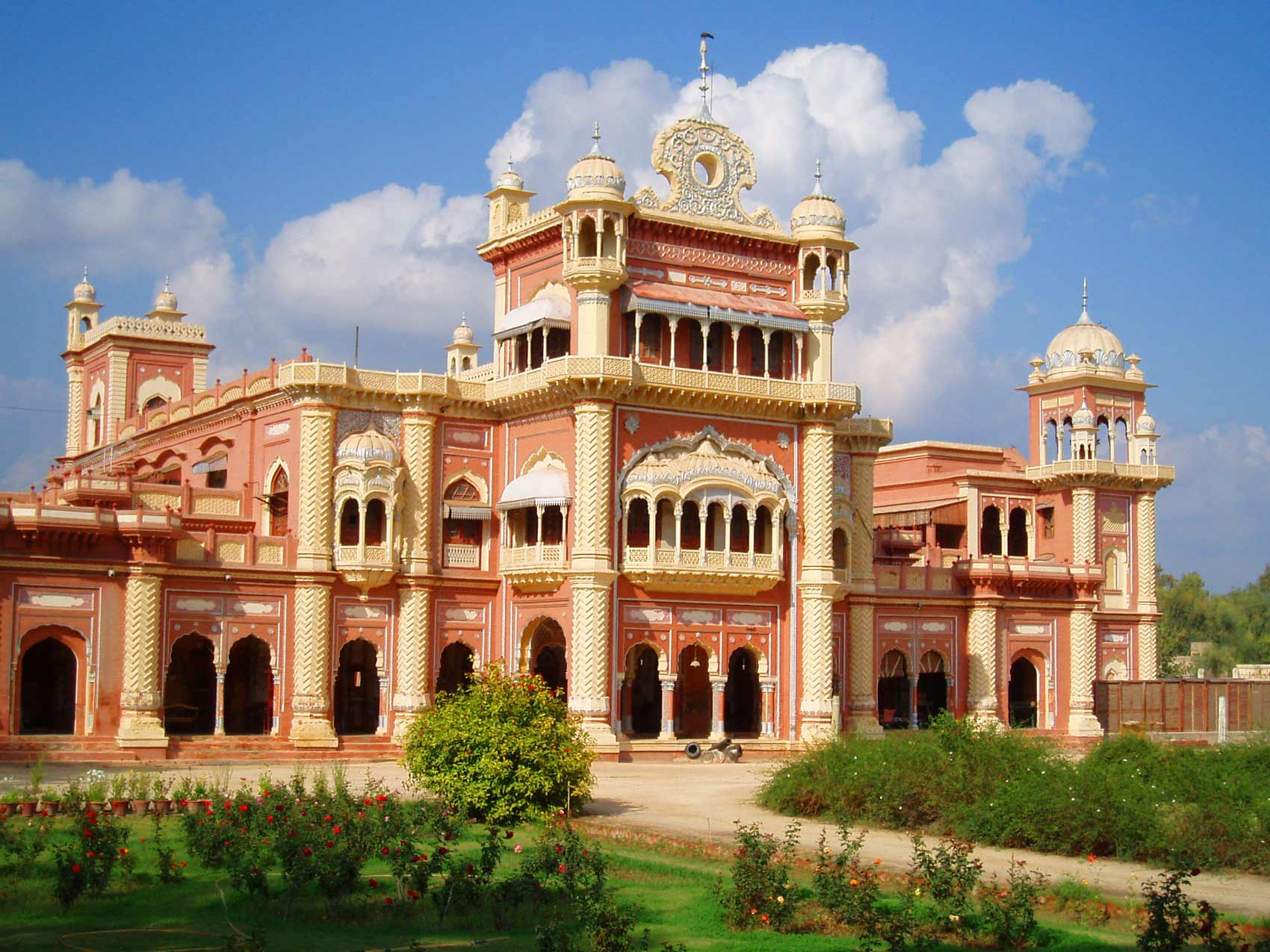
Faiz Mahal, Pandžáb, Pákistán
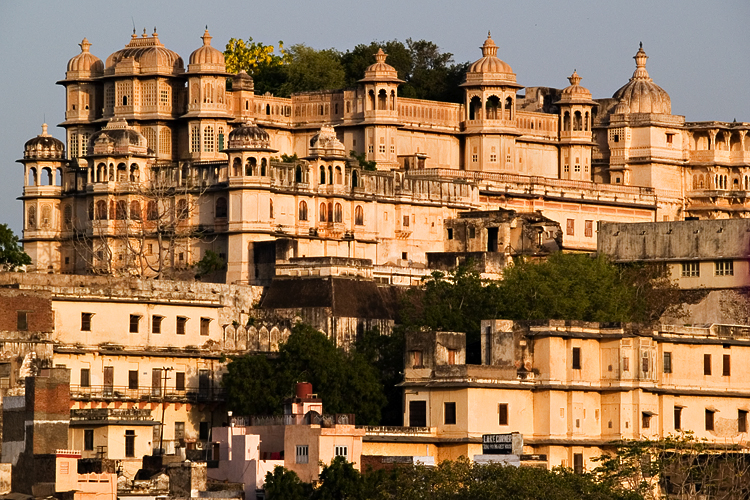
Palác Udaipur, Indie
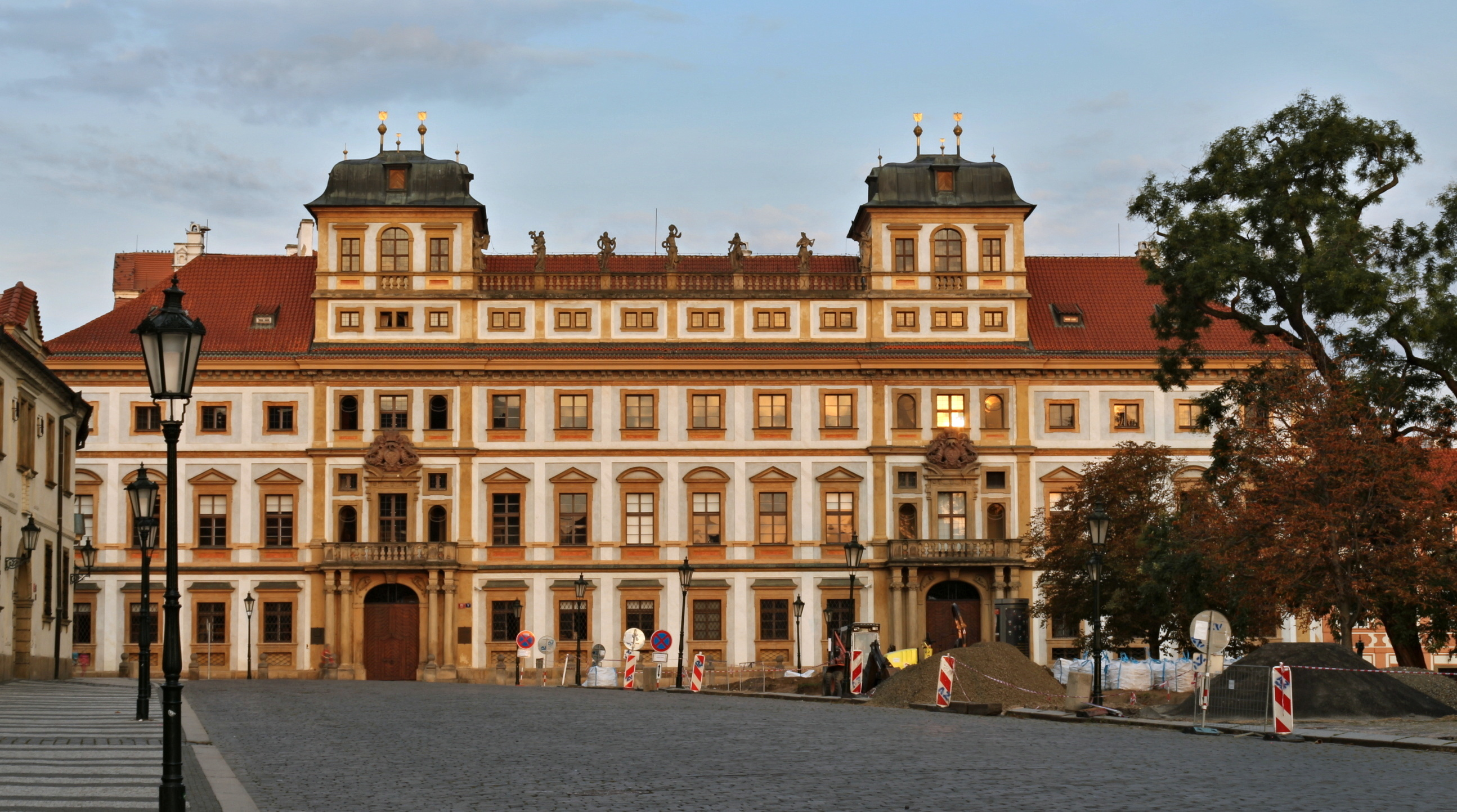
Toskánský palác v Praze
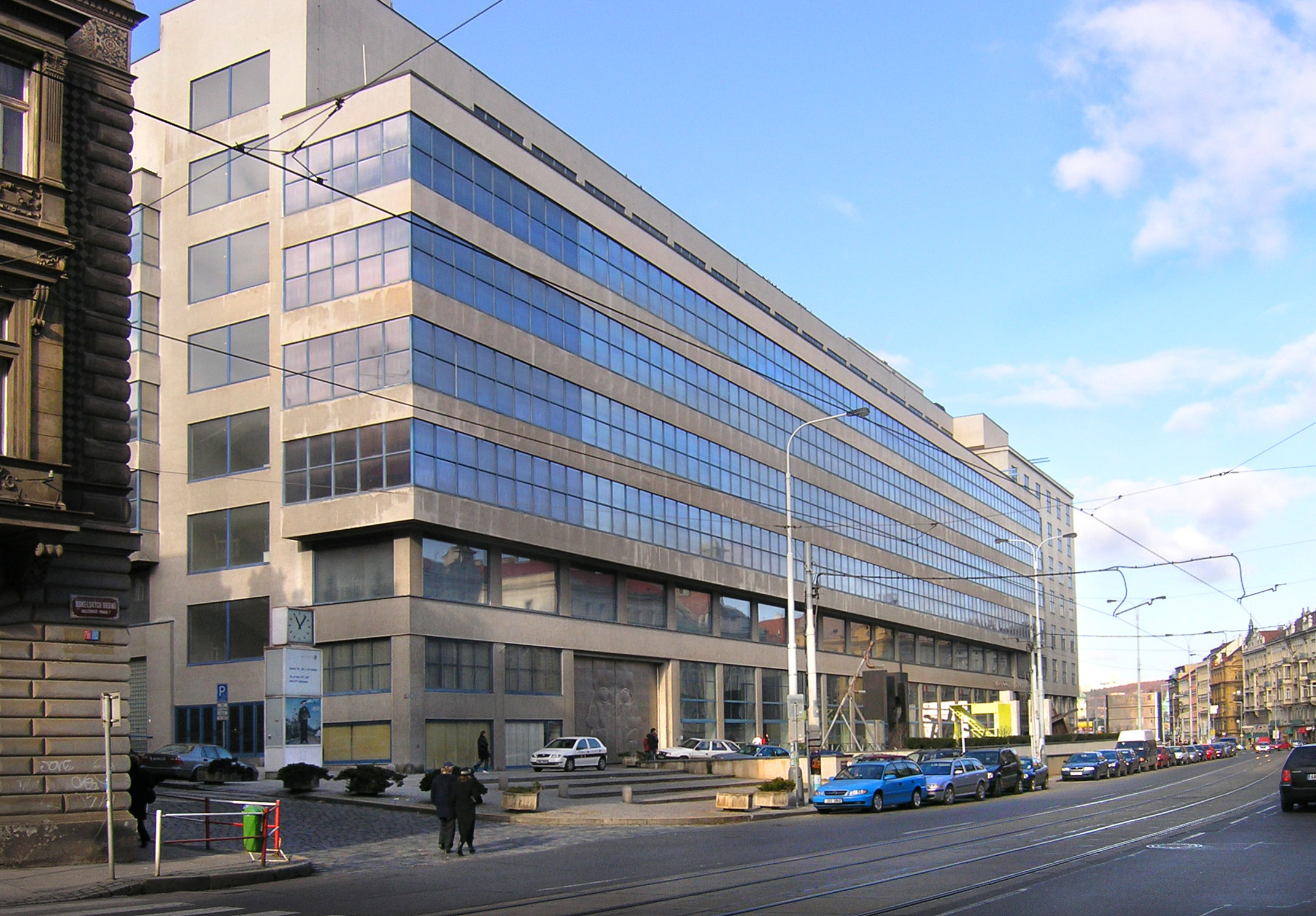
Veletržní palác v Praze
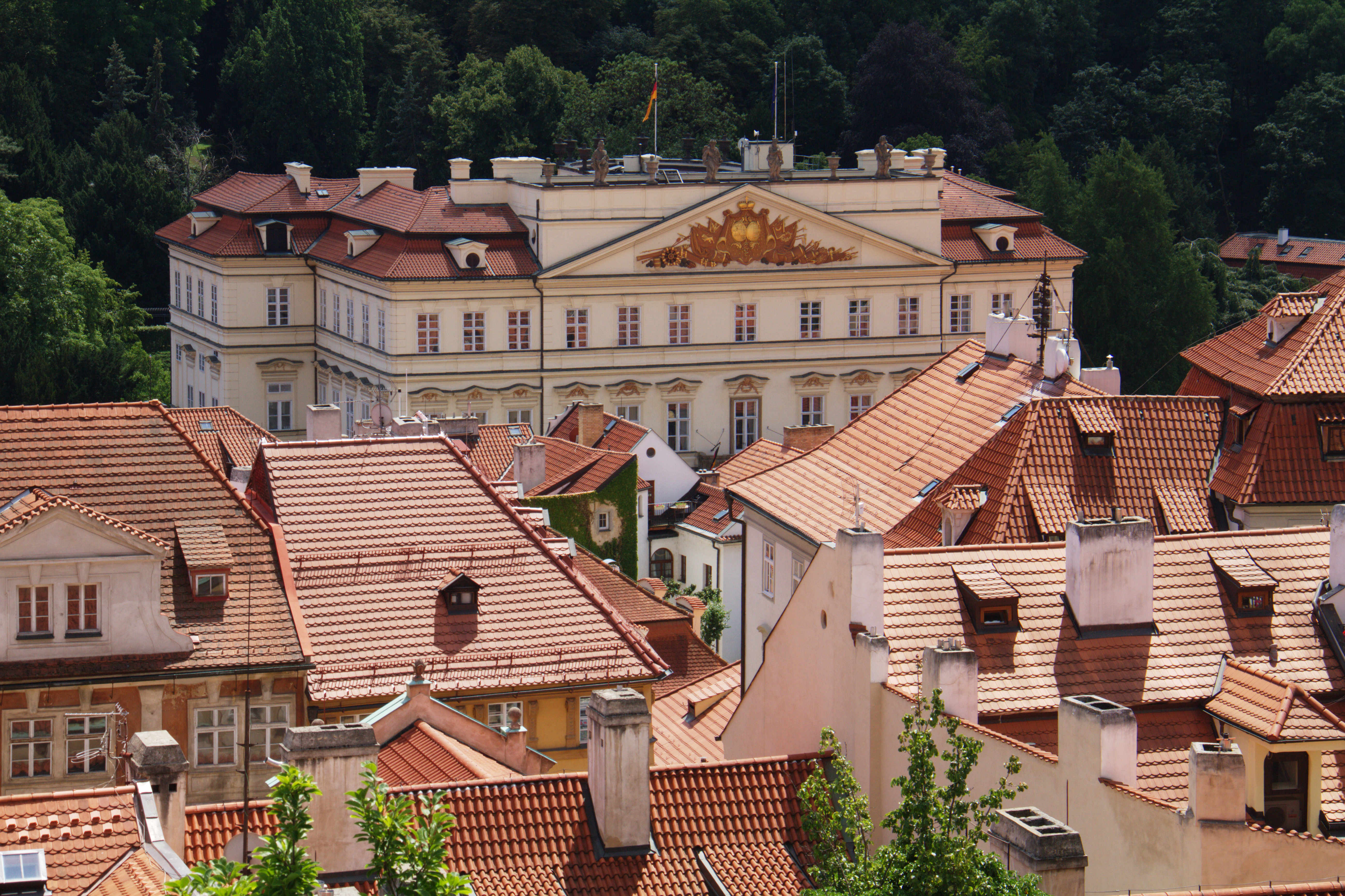
Lobkovický palác na Malé Straně v Praze, sídlo německého velvyslanectví
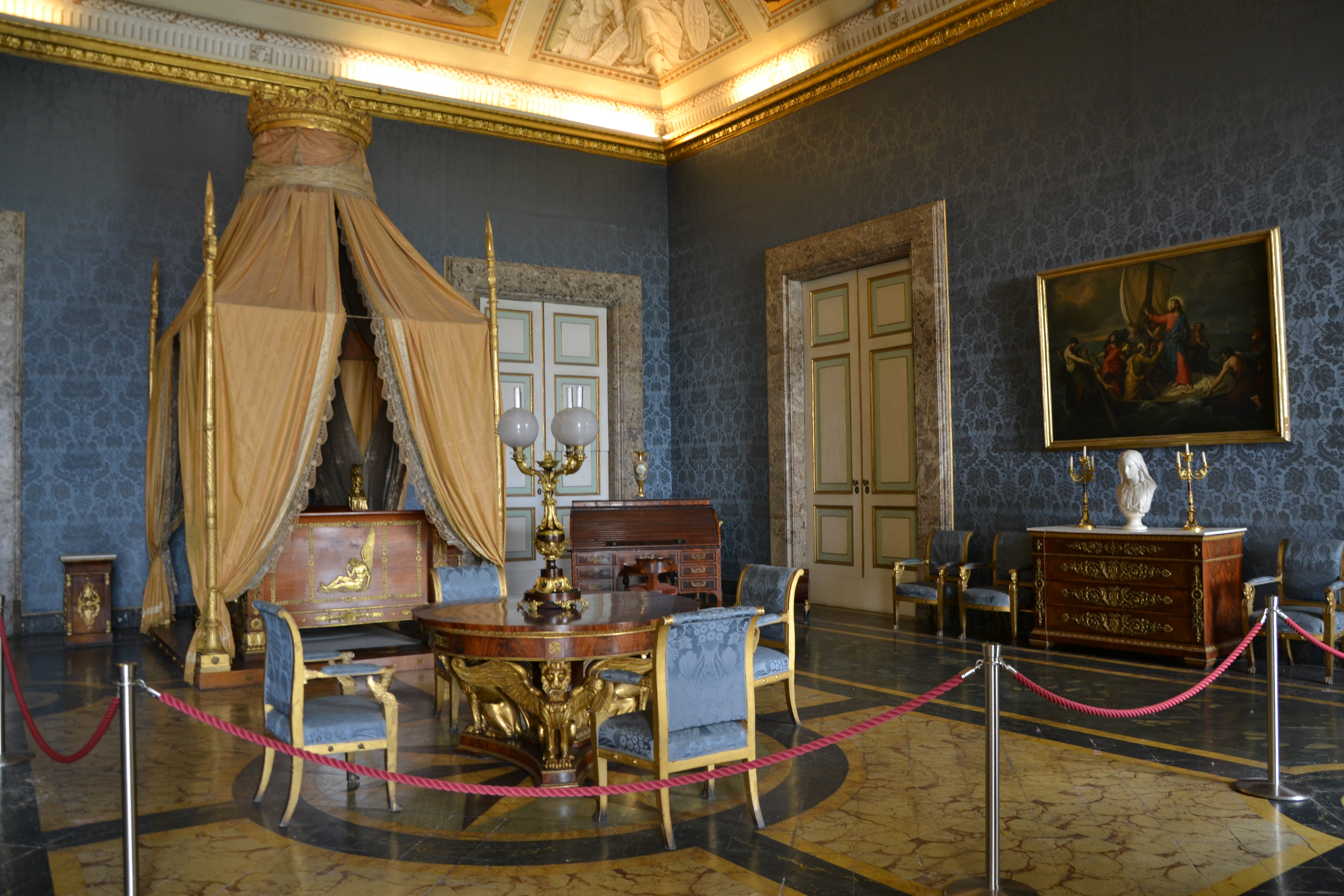
Interiér královského paláce v Casertě

## Největší paláce světa
Kritérium pro určení "největších paláců" není jednoznačné, i v následující tabulce je plocha u některých uvedených paláců plochou celého areálu, u jiných podlahovou plochou. K velkým palácům se řadí i Královský palác Caserta u Neapole, Zimní palác v Petrohradu, pařížský Louvre, Velký palác v Bangkoku a někdy také Pražský hrad (podle Guinnessovy knihy rekordů největší starobylý hrad světa).
| Fotografie                    | Palác                     | Místo                       | Výstavba od | Plocha m2 | Commons                                                              |
| ----------------------------- | ------------------------- | --------------------------- | ----------- | --------- | -------------------------------------------------------------------- |
| Palác Topkapi                 | Palác Topkapi             | Turecko, Istanbul           | 1459        | 700 000   | Kategorie „Topkapı Palace“ na Wikimedia Commons                      |
| Palác Parlamentu              | Palác Parlamentu          | Rumunsko, Bukurešť          | 1984        | 330 000   | Kategorie „Palace of the Parliament of Romania“ na Wikimedia Commons |
| Istana Nurul Iman             | Istana Nurul Iman         | Brunej, Bandar Seri Begawan | 1982        | 200 000   | Kategorie „Nurul Iman Palace“ na Wikimedia Commons                   |
| Apoštolský palác              | Apoštolský palác          | Vatikán                     | 1589        | 162 000   | Kategorie „Apostolic Palace“ na Wikimedia Commons                    |
| Zakázané město                | Zakázané město            | Čína, Peking                | 1406        | 150 000   | Kategorie „Forbidden City“ na Wikimedia Commons                      |
| Královský palác v Madridu     | Královský palác v Madridu | Španělsko, Madrid           | 1738        | 134 999   | Kategorie „Royal Palace of Madrid“ na Wikimedia Commons              |
| Versailles                    | Versailles                | Francie, Versailles         | 1624        | 90 833    | Kategorie „Palace of Versailles“ na Wikimedia Commons                |
| Královský palác Venaria       | Královský palác Venaria   | Itálie, Turín               | 1675        | 80 000    | Kategorie „Reggia (Venaria Reale)“ na Wikimedia Commons              |
| Buckinghamský palác           | Buckinghamský palác       | Spojené království, Londýn  | 1703        | 77 000    | Kategorie „Buckingham Palace“ na Wikimedia Commons                   |
| Kvirinálský palác             | Kvirinálský palác         | Itálie, Řím                 | 1573        | 67 002    | Kategorie „Quirinal Palace“ na Wikimedia Commons                     |
| Královský palác ve Stockholmu | Stockholmský palác        | Švédsko, Stockholm          | 1697        | 61 210    | Kategorie „Royal Palace, Stockholm“ na Wikimedia Commons             |